# 天涯明月刀
天涯明月刀（てんがいめいげっとう）は、テンセントゲームズが開発した4武侠テーマの3Dオンラインゲームである。原作は古龍の武侠小説『天涯・明月・刀』である。

## 八荒
- 太白（たいはく）
- 真武（しんぶ）
- 神威（しんい）
- 丐幇（かいほう）
- 唐門（とうもん）
- 天香（てんこう）
- 五毒（ごどく）
- 少林（しょうりん）